# Горный хрусталь (фильм)
«Горный хрусталь» (англ. Rhinestone) — художественный фильм, музыкальная комедия режиссёра Боба Кларка.

## Сюжет
Джейк Фэррис, известная кантри-певица, заявляет во всеуслышание, что даже из самого безголосого человека она может сделать хорошего певца. Подопытным становится нью-йоркский таксист Ник Мартинелли. Крупный ночной клуб назначает дату эстрадного дебюта, и Джейк начинает обучение Ника.

## В ролях
- Сильвестр Сталлоне — Ник Мартинелли
- Долли Партон — Джейк Фэррис
- Ричард Фарнсуорт — Ноэ Фэррис, отец Джейк
- Рон Либман — Фредди Юго
- Тим Томерсон — Бэрнетт Кайл

## Награды и номинации

### Награды
- 1985 «Золотая малина»[1]
  - Худший актёр (Сильвестр Сталлоне)
  - Худшая песня (Долли Партон, за «Drinkenstein»)

### Номинации
- 1985 «Золотая малина»
  - Худший режиссёр (Боб Кларк)
  - Худшая музыка (Долли Партон, Майк Пост)
  - Худшая песня (Долли Партон, за «Sweet Lovin' Friends»)
  - «Худший фильм» (Марвин Уорт, Говард Смит)
  - Худший сценарий (Фил Олден Робинсон, Сильвестр Сталлоне)
  - Худший актёр второго плана (Рон Либман)
- 2005 «Золотая малина»
  - Худший музыкальный фильм за последние 25 лет